# Pietroiu (okręg Braiła)
Pietroiu – wieś w Rumunii, w okręgu Braiła, w gminie Vădeni. W 2011 roku liczyła 529 mieszkańców.